# Classe Archimede
Pour les articles homonymes, voir Archimède (homonymie) et Archimede (sous-marin).
La classe Archimede est une classe de quatre sous-marins construits pour la Marine royale italienne (en italien : Regia Marina) au début des années 1930.
Les sous-marins ont combattu pendant la guerre civile espagnole (sous le drapeau nationaliste) et pendant la Seconde Guerre mondiale. Sous les couleurs espagnoles, ces sous-marins étaient connus sous le nom de classe General Mola, et sont restés en service jusqu'en 1959.
L'unité qui a donné son nom à la classe, l'Archimede, a été cédé en avril 1937 aux forces franquistes et a été rebaptisé Général Mola, tout comme son navire-jumeau (sister ship) Evangelista Torricelli qui est entré en service en 1934 après avoir été cédé aux nationalistes espagnols et rebaptisé Général Sanjurjo. Les deux autres dernières unités, le Galileo Galilei et le Galileo Ferraris, ont été déployées en mer Rouge au début de la Seconde Guerre mondiale. Le Galilei, le 19 juin 1940, après un dur combat, a été forcé à faire surface et capturé, pour être ensuite remorqué au port comme un trophée par le destroyer sous-marin Moonstone. Après la chute de l'Afrique orientale italienne, le Ferraris quitte Massaoua le 3 mars 1941 pour rejoindre Bordeaux après deux mois de navigation sans escale, pour être coulées à Gibraltar le 25 octobre 1941 en essayant de rentrer en Italie. Les noms Archimède et Torricelli ont ensuite été attribués à deux unités de la classe Brin.

## Conception
Les navires ont été conçus par la firme Cavallini et étaient en partie à double coque. Ils étaient une version agrandie du sous-marin de classe Settembrini avec des réservoirs de ballast réorganisés, une plus grande autonomie, une capacité de carburant et de torpilles pour le service en mer. Comme la plupart des sous-marins océaniques ultérieurs de la marine italienne, leur armement de pont composé de deux canons de 100 mm était conçu pour faire face à des marchands armés en combat de surface. Ce fut le cas du sous-marin de la classe Marcello, le Comandante Cappellini, qui, entre le 5 et le 14 janvier 1941, coula les paquebots britanniques Shakespear et Eumaeus au large du Cap Vert après une longue série de tirs. Un autre exemple s'est produit lorsque le sous-marin de la classe Brin, le Torricelli, fit face à trois destroyers et un sloop britanniques alors qu'il faisait surface en mer Rouge. Avant d'être coulé, le sous-marin a heurté le sloop et endommagé le destroyer HMS Khartoum (F45). Le Khartoum a explosé près de Perim après qu'une faille de torpille ait déclenché un incendie qui a atteint ses magasins plus tard dans la journée,,. Ils ont également monté deux mitrailleuses anti-aériennes de 13,2 mm. Le nombre de torpilles est passé de 12 sur la classe Settembrini à 16.

## Caractéristiques
Les Archimède étaient des sous-marins de haute mer (ou de "grande croisière") à double coque partielle. Ils déplaçaient 986 tonnes en surface et 1 259 tonnes en immersion. Les sous-marins mesuraient une longueur totale de 70,5 mètres, avaient une largeur de 6,87 mètres et un tirant d'eau de 4,12 mètres. Ils avaient une profondeur de plongée opérationnelle de 100 mètres. L'équipage se composait de 6 officiers, 49 sous-officiers et marins .
Le système de propulsion était de type conventionnel, avec deux moteurs diesel TOSI pour la navigation de surface, d'une puissance totale de 3 000 chevaux-vapeur (2 200 kW), chacun entraînant un arbre d'hélice. En immersion, chaque hélice était entraînée par un moteur électrique Ansaldo de 700 chevaux-vapeur (515 kW). Ces moteurs électriques étaient alimentés par une batterie d'accumulateurs composée de 124 éléments. Ils pouvaient atteindre 17 nœuds (31 km/h) en surface et 7,7 nœuds (14,3 km/h) sous l'eau. En surface, la classe Archimede avait une autonomie de 10 300 milles nautiques (19 100 km) à 8 nœuds (15 km/h); en immersion, elle avait une autonomie de 105 milles nautiques (194 km) à 3 nœuds (5,6 km/h).
Les sous-marins étaient armés de huit tubes lance-torpilles de 53,3 centimètres (21 pouces), quatre à l'avant et quatre à l'arrière, pour lesquels ils transportaient un total de 16 torpilles. L'armement d'artillerie pour le combat en surface était basé sur 2 canon de pont OTO 100/47 un à l'avant et un à l'arrière de la tour de contrôle (kiosque). Leur armement anti-aérien consistait en deux mitrailleuses simples Breda Model 1931 de 13,2 mm.

## Unités
Tous les sous-marins de cette classe ont été construits par le chantier naval de Franco Tosi Cantieri navali Tosi di Taranto à Tarente, entre 1930 et 1934.
Les Evangelista Torricelli et Archimede ont participé à la guerre civile espagnole sous pavillon italien depuis 1936, en menant des opérations d'infiltration. Finalement, les deux sous-marins ont été secrètement livrés à la marine rebelle espagnole en avril 1937.
| Regia Marina - Classe Archimede         | Regia Marina - Classe Archimede                 | Regia Marina - Classe Archimede | Regia Marina - Classe Archimede | Regia Marina - Classe Archimede | Regia Marina - Classe Archimede |
| Sous-marin                              | Chantier                                        | Début de construction           | Lancement                       | Entrée en service               | Destination finale |
| --------------------------------------- | ----------------------------------------------- | ------------------------------- | ------------------------------- | ------------------------------- | --- |
| Archimede/General Mola                  | Cantieri navali Tosi di Taranto (Tosi), Tarente | 1er octobre 1931                | 10 décembre 1933                | 1er août 1934                   | Cédé à l'Armada Española en 1937 et rebaptisé General Mola, coulé en 1959 alors qu'il était remorqué pour être démoli                                                 |
| Galileo Ferraris                        | Cantieri navali Tosi di Taranto (Tosi), Tarente | 15 octobre 1931                 | 11 août 1934                    | 31 août 1935                    | Capturé par les Allemands à Bordeaux le 10 septembre 1943, nommé UIT-22. Coulé le 11 mars 1944 au sud du Cap de Bonne-Espérance par un avion de l'Union Sud-Africaine |
| Galileo Galilei                         | Cantieri navali Tosi di Taranto (Tosi), Tarente | 15 octobre 1931                 | 19 mars 1934                    | 16 octobre 1934                 | Sabordage au combat le 25 octobre 1941 |
| Evangelista Torricelli/General Sanjurjo | Cantieri navali Tosi di Taranto (Tosi), Tarente | 15 octobre 1931                 | 11 août 1934                    | 10 décembre 1934                | Cédé à l'Armada Española en 1937 et rebaptisé General Sanjurjo, démoli en 1959                                                                                        |

### Archimede
Il n'est resté en service à la Regia Marina que pendant trois ans. En janvier 1937, il participe à la guerre d'Espagne avec une seule mission infructueuse.
Il a ensuite été transféré à l'Armada Española, prenant d'abord le nom de C-3 puis celui de Général Mola.
Il a fonctionné pendant le reste du conflit, obtenant divers succès, notamment le naufrage du bateau à moteur Granada (234 tonneaux de jauge brute ou tjb) et des navires à vapeur Rapido, Capo Palos (6 432 tjb) et Hannah (3 697 tjb), ainsi que l'endommagement du pétrolier Campero.
À la fin de la guerre civile, il est resté en service dans la marine espagnole jusqu'en 1959, année de son déclassement. Il a coulé dans une tempête alors qu'il était remorqué pour être démoli.

### Galileo Ferraris
Il participe à la guerre d'Espagne, au cours de laquelle il coule les navires à vapeur Navarra (1 688 tjb) et Armuru (2 762 tjb) et le navire à moteur Ciudad de Cádiz (4 602 tjb).
Au début de la Seconde Guerre mondiale, il est à Massaoua; du 10 juin 1940 au 26 janvier 1941, elle a effectué huit missions en mer Rouge, sans résultat.
Le 3 mars 1941, elle quitte Massaoua avant la chute de la base et le 9 mai, il arrive à Bordeaux, où se trouve la base italienne de Betasom.
Après une période d'entretien, il part pour sa première mission atlantique, mais au cours de celle-ci, le 25 octobre 1941, il est endommagé par un avion puis, attaqué par le destroyer HMS Lamerton, il finit par se saborder lui-même. Six hommes sont morts.

### Galileo Galilei
Il participe clandestinement, entre 1937 et 1938, à la guerre d'Espagne, en servant pendant quelques mois dans la Légion espagnole sous le nom de Général Mola II, mais sans résultat.
Lorsque l'Italie est entrée dans la Seconde Guerre mondiale, il est stationné à Massaoua, en Afrique orientale italienne. Prenant la mer pour la première mission, il coule le 16 juin 1940 le pétrolier James Stove (8 215 tjb) au large d'Aden. Découvert et attaqué à plusieurs reprises, il est finalement capturé après une dure bataille avec le chalutier armé HMS Moonstone (T90), au cours de laquelle 16 membres de l'équipage périssent (la prétendue capture de documents à bord du sous-marin aurait pu causer la perte de deux autres sous-marins italiens, le Galvani et le Torricelli).
Incorporé dans la Royal Navy d'abord sous le nom de X2, puis sous le nom de P711, il est utilisé pour l'entraînement et mis au rebut en 1946.

### Evangelista Torricelli
À partir de décembre 1936, il participe à la guerre d'Espagne, torpillant le croiseur espagnol Miguel de Cervantes (qui est gravement endommagé) et menant des actions de bombardement des côtes.
En avril 1937, eil est cédé à la marine nationaliste espagnole et rebaptisée d'abord C-5 puis Général Sanjurjo. Il remporte quelques succès, comme le naufrage du navire à moteur Ciudad de Barcelona (3 946 tjb) et du vapeur Endymion, ainsi que l'avarie d'un autre navire marchand, le Ciudad de Reus.
En 1943, il est accidentellement endommagé par le sous-marin HMS Torbay (N79) alors qu'il  récupérait les survivants d'un avion allemand.
Il est déclassé en 1959 et mise au rebut.

## Source de la traduction
- (it) Cet article est partiellement ou en totalité issu de l’article de Wikipédia en italien intitulé « Classe Archimede » (voir la liste des auteurs).